# کاولو (کالیفرنیا)
کاولو (به انگلیسی: Cawelo) یک منطقهٔ مسکونی در ایالات متحده آمریکا است که در شهرستان کرن، کالیفرنیا واقع شده‌است. کاولو ۱۳۰ متر بالاتر از سطح دریا واقع شده‌است.